# Papp József (helytörténész)
Papp József (Fényeslitke, 1952. június 30. –) magyar helytörténész.

## Élete
1952-ben Fényeslitkén született, 1970-ben érettségizett a kisvárdai Bessenyei György Gimnáziumban, majd ezután került Debrecenbe. Amatőr színjátszóként alapító tagja lett a debreceni Alföld Színpadnak. 1975-ben házasságot kötött, melyből két lánya született. 1975-85 között a Keletmagyarországi Tervező Vállalat (KELETTERV) dokumentációs munkatársa, majd csoportvezetője volt.
1985-ben került Debrecen város mikrofilmes dokumentációs központjába, 1988-tól a polgármesteri hivatal munkatársaként dolgozott. Megtervezte és megszervezte a ma is működő nyilvántartó visszakereső rendszert, megalkotta a város belterületi városrészeinek névrendszerét. Rendszeresen lektorál várostörténeti kiadványokat, könyveket, publikál különböző folyóiratokban, levéltári évkönyvekben. Előbb kutatók, kutatások számára végzett történeti azonosításokat, publikációkhoz készített térképeket.
Önálló helytörténeti kutatásait kevéssé ismert dokumentumok és levéltári adatok összevetésével végzi. 1998-ban a Debreceni Akadémia Bizottság pályázatán nyert első helyezést, illetve több alkalommal a Hajdú-Bihar Megyei Levéltár pályázatain volt díjnyertes. Várostörténeti kutató munkáját 2001-ben a Debreceni Városvédő- és Szépítő Egyesület és az Értékmentő Alapítvány az „Értékvédő Díszoklevél"-lel díjazta.
2014. december végén a DMJV Polgármesteri Hivatal mikrofilmtechnikai főmunkatársaként nyugdíjba vonult.
Szabadidejében rendszeres előadásokat tart a debreceni könyvtárakban, fotótárban, iskolákban, egyetemen.

## Díjak, kitüntetések
- 2010. Kós Károly-díj[3]
- 2012. Podmaniczky-díj[4]
- 2016. Honvédelemért kitüntető Cím III. fokozat
- 2017. Debrecen Város Csokonai-díja[5]

## Publikációk
- Debrecen város mikrofilmtára és a helytörténetírás. Hajdú-Bihar Megyei Levéltár évkönyve XVIII. – Debrecen, 1991. 167-178.pp.
- Debrecen város ingatlanjainak vagyonleltára 1924-től az államosításokig. A törzskönyvi kivonatok kéziratából. Hajdú-Bihar Megyei Levéltár évkönyve XXIII. Debrecen, 1996. 281-308.pp.
- Adalékok a debreceni repülőtér történetéhez: Repülőtér az epreskerti városi gazdaságok területén, 1919-1950 Debreceni Szemle, 1997. 261-273.pp.
- Debrecen város birtokkatasztere 1924-1950. Debrecen, 1997. 341 p. A Hajdú-Bihar Megyei Levéltár közleményei, 23.
- A tímárság élettere Debrecenben. In: A debreceni tímármesterség történeti emlékei. Szerkesztő: Nagy Pál, V. Szathmári Ibolya. Karcag, 1997. 40-53.pp.
- A városépítés története 1944-1990. Debrecen története, 5. (társszerző: Filippinyi Gábor) Tanulmányok Debrecen 1944 utáni történetéből. Debrecen, 1997. 85-120.pp.
- Adalékok 1849. debreceni helyszíneihez. Hajdú-Bihar Megyei Levéltár évkönyve XXV. Debrecen, 1998. 117-141.pp.
- A MÁV debreceni igazgatóság székháza: A Bek-Dégenfeld-Tisza palota. Budapest 2001. Magyar Államvasutak Rt. 70 p.
- A debreceni Sétakert. Hajdú-Bihar Megyei Levéltár évkönyve XXVIII. Debrecen, 2001.
- Személyazonosító okmányok a XIX-XX. századi Magyarországon. (társszerző: Nagy Pál) Hajdú-Bihar Megyei Levéltár évkönyve XXIX. Debrecen, 2002-2003. 401-430.pp.
- Honvédtemető, Hősök Temetője. A debreceni Honvédtemető (szerkesztő: Orosz Tamás) Debrecen, 2004. 3-15.pp.
- Debrecen város története. INTERNET: www.debrecen.hu (> Háttér > várostörténet) Debrecen, 2002.
- A Bek-Dégenfeld-Tisza palota. Bek Pál városalakító szerepe. Debreceni Disputa, 2006. 02.
- Debrecen székháza: a reformkori városháza. Debreceni Disputa, 2006. 04.[1]
- Debrecen városrészeinek elnevezése. In: Balogh László Debrecen város utcanévkatasztere. Hajdú-Bihar Megyei Levéltár Közleményei, 30. (Szerk.:  Papp József) – Debrecen, 2007. 7-12. pp.
- Városközpont magazinok 2011-től[6]
- Debrecen építészete a századforduló évtizedeiben. In. Hajdú-Bihar Megyei Levéltár évkönyve XXXIII. Debrecen, 2013. 7–41. pp.
- A 80 éves Nagyerdei Stadion. In. Így épült a debreceni Nagyerdei Stadion. Debrecen, 2014. 6–22. pp.
- Debrecen építészete a századforduló évtizedeiben. In. Debreceni Szemle 2018/1 41-75.pp.[7]
- Törvénykezési helyszínek Debrecenben a 20. században. Jogszolgáltatás Debrecenben. Debrecen, 2015. 29-42. pp.
- Debrecen zsidó építészete. Adalékok a zsidóság debreceni letelepedéséhez. In. Debreceni Szemle 2015/4. (Szerk.: Barta János) Debrecen, 2015. 332–349. pp.
- Területi viszonyok 1715-től. In. Katolikusok Debrecenben 1715–2015. (Szerk.: Takács József) Debrecen, 2015. 27–32. pp.
- Adalékok a reformkori Debrecen városképéhez. In. Pákh Albert: Utazás Debrecenben. Debrecen, 2016. 97-120.pp.[8]
- A debreceni temetők rendezési kísérletei és a Köztemető megvalósítása. In. Debreceni Köztemető – Katonák. (szerk. Csákvári Sándor et alt.) Debrecen, 2016. 10–24.
- Az egyházi intézmények térbeli elhelyezkedésének változása Debrecenben a 19. század második fele után. (Társszerzők: Kozma Gábor, Dézsi Gyula) In: Településföldrajzi Tanulmányok 2015. IV. évf. 1. sz. (Szerk.: Lenner Tibor) Szombathely, 2015. 44–60. pp.
- A Honvédtemető és a Hősök temetője Debrecenben. In. A debreceni Honvédtemető és a Hősök Temetője. (Szerk.: Papp József) Debrecen, 2019. 11-26. pp.
- A kisház Debrecenben, a Simonyi út 4. sz. alatt (Történeti mozaik) Debreceni Szemle 2021/3 273-278. pp.[9]
- A debreceni fürdők kétszáz éves történetéhez. In. Hajdú-Bihar Megyei Levéltár évkönyve XXXVII. (Szerk.: Szendiné Orvos Erzsébet) Debrecen, 2021. 193-214. pp.
- A debreceni igazságügyi paloták telektörténete In. Jogszolgáltatás Debrecenben II. (Szerk.: Megyeri-Pálffi Zoltán), Debrecen, 2022. 11–25. pp.
- A debreceni városháza története. Debrecen, 2024. DMJV Önkormányzata 128. p. (Szendiné dr. Orvos Erzsébettel közösen)
- Debrecen a jövő városa. Városkép történeti háttérrel. Debrecen, 2024. TKK Könyvkereskedés Kft. 160. p.
- Téglás és a földbirtokos család. Téglás története I. Téglás, 2024. 67-128. p.
- Az Ideiglenes Nemzetgyűlés és az Ideiglenes Kormány elhelyezése Debrecenben (1944–1945). In. Debreceni Szemle 2025/2 141-156. p.[10]

### Előadásai (a megtekinthetők)
- Indóháztól a Nagyállomásig. Vasút Debrecenben (videó)
- A Debreceni Első Takarékpénztár szecessziós székháza (videó)
- Romkert emlékhely Debrecenben. A katolikus Szent András-templomtól a református nagytemplomig (videó)
- A Szabadságharc emlékhelyei Debrecenben (videó)
- Cívis házak a földben: Debrecen építéstörténeti rétegződése (videó)
- Egy békés korszak várost épít (videó)
- Katolikusok Debrecenben (videó)
- A városháza - Az ősi és a jelenlegi városháza építéstörténete (videó)
- Debreceni zsidó emlékek (videó)
- Vízimalom, szárazmalom, szélmalom, gőzmalom Debrecenben (videó)
- Debreceni temetők. Múlt és jelen (videó)
- A Tisza-palota építéstörténete (videó)
- Nagyerdőtől az intézményparkig. A Nagyerdő beépülése (videó)
- Debrecen templomai (videó)
- A városrészek névrendszere Debrecenben (videó)
- Arany János debreceni kötődései és lakhelyei (videó)
- Séta a reformkori Debrecenben (videó)
- Csokonai lakhelyei Debrecenben (videó)
- Petőfi lakhelyei Debrecenben (videó)
- A "püspöki palota" a református egyház nagyberuházása (videó)
- „Ady Debrecenje” (videó)
- A vasút Debrecenben (videó)
- Arany János Debrecenben (videó)